# Дніпровський електровозобудівний завод
Дніпровський електровозобудівний завод — машинобудівне підприємство, що виготовляє магістральні електровози, тягові агрегати, рудничні електровози, електростартери ПСУ2.

## Історія
Завод засновано 19 вересня 1934 року як паровозоремонтне підприємство. 20 січня 1958 року переорієнтовано на випуск промислових електровозів та тягових агрегатів.
1 квітня 1958 завод випустив перший промисловий електровоз Д100. В 1960-х роках випущені електровози ВЛ26 та ВЛ41 (за власним проектом). На початку 1990-х було припинено виробництво тягових агрегатів через відсутність потреби в них.
В 1993 році підприємство приступає до випуску першого українського магістрального електровоза ДЕ1. Разом з німецьким концерном Siemens завод спроектував та освоїв серійне виробництво електровозів змінного струму ДС3, який повинен замінити чехословацьку модель ЧС4.                  

## Корупційний скандал
8 березня 2017 року Генеральна прокуратура України оголосила підозру директору підприємства Олександру Зельдіну. Його підозруюють в розкраданні 3 млн гривень. При чому заборгованність із зарплати зросла до 6 млн гривень. Під час обш році завод припинив роботу і був виставлений на продаж.уку в квартирі Олександра Зельдіна слідчі вилучили раковину рукомийника з покриттям із нітриду титана, фото якого Генеральний прокурор Юрій Луценко поширив із коментарем "золотий рукомийник".